# Willenbrock Fördertechnik

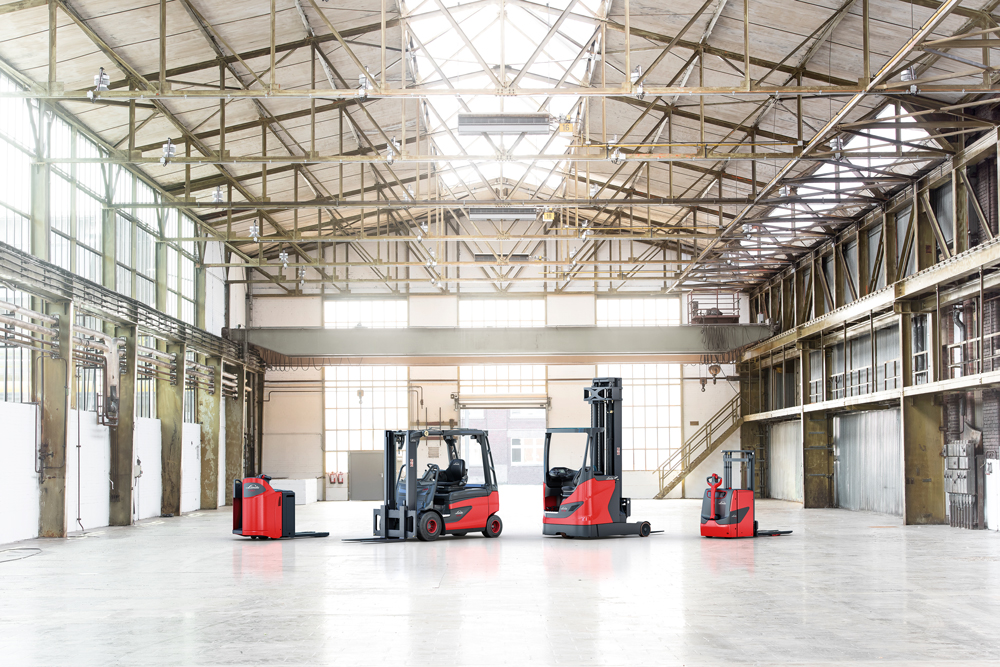
Gabelstapler von LMH

Die Willenbrock Fördertechnik GmbH ist norddeutscher Vertragshändler von Linde Material Handling. Das Unternehmen mit Sitz in Bremen und Burgwedel vertreibt Linde-Gabelstapler aller Größen und Tragkraftklassen und bietet als Logistikdienstleister ein Komplettpaket von Lösungen rund um den Gabelstapler- und Lagertechnik-Fuhrpark an.

## Geschichte
1962 gründete Heinz-Georg Willenbrock die Willenbrock Fördertechnik in Bremen. Im Jahr 1986 erfolgte die Übernahme der Willenbrock Fördertechnik durch Hermann Richter und Lutz H. Peper. 1998 wurde die Klaus Fördertechnik in Salzgitter-Bad übernommen, und die Linde AG stieg als Mitgesellschafter ein.
2001 übersiedelte die Klaus Fördertechnik von Salzgitter-Bad nach Hannover-Anderten. Im Jahr darauf wurde die Trainingscenter für Sicherheit und Transport GmbH (TST) in Bremen gegründet. Im Jahr 2007 erfolgte die Umbenennung der Klaus Fördertechnik in Willenbrock Fördertechnik Hannover. 2009 wurde die Niederlassung in Braunschweig eröffnet.

## Produkte

### Elektro-Stapler
| Modell | Baureihe | Typ            | Tragfähigkeit (to) | Hub (mm) | Gesamtlänge (mm) | Gesamtbreite (mm) | Antrieb | Eigengewicht (kg) |
| ------ | -------- | -------------- | ------------------ | -------- | ---------------- | ----------------- | ------- | ----------------- |
| E12    | 386-02   | Dreiradstapler | 1,2                | 2800     | 2601             | 1050              | Elektro | 2805              |
| E15    | 386-02   | Dreiradstapler | 1,5                | 2800     | 2746             | 1050              | Elektro | 2985              |
| E16    | 386-02   | Vierradstapler | 1,6                | 2800     | 2854             | 1050              | Elektro | 3060              |
| E14    | 386-02   | Dreiradstapler | 1,4                | 2800     | 2746             | 1050              | Elektro | 2890              |
| E16C   | 386-02   | Dreiradstapler | 1,6                | 2800     | 2746             | 1050              | Elektro | 3095              |
| E18    | 386-02   | Vierradstapler | 1,8                | 2800     | 2879             | 980               | Elektro | 3295              |

- Treibgas-Stapler
- Diesel-Stapler
- Lagertechnik
  - Ex-Schutz-Fahrzeuge
  - Edelstahl-Fahrzeuge
  - Schmalgang-/Hochregalstapler
- Sonstige Ex-Schutz-Fahrzeuge
  - 4-Wege-/Seitenstapler
  - Containerstapler/Reach-Stacker
  - Anbaugeräte
  - Batterien/Ladegeräte

## Dienstleistungen
- Verkauf von neuen und gebrauchten Gabelstaplern
- Vermietung von Gabelstaplern
- Ersatzteilservice
- 24-Stunden-Service, Wartung, Reparatur und Full-Service
- Finanzierung und Leasing
- Logistikberatung wie Lagerplanung, Fuhrparkplanung, Projektmanagement
- Digitale Lösungen
- WillenbrockShop (OnlineShop für Staplerzubehör)
- Ausbildung von Staplerfahrern, Kranfahrern, Fachleuten für Ladungssicherung, Bedienern von Arbeitsbühnen